# Кабилски језик
Кабилски језик  је берберски језик којим говоре Кабили на северу и североистоку Алжира. Говори се првенствено у Кабилији, источно од главног града Алжира и у самом граду Алжиру.
Процењује се да се број говорника кабилског језика креће од пет до око седам милиона широм света, углавном у Алжиру, према Националном институту за оријенталне језике и цивилизације у Паризу. Кабилски се такође говори као матерњи језик међу алжирском дијаспором, углавном у Француској и Северној Америци.
Од давнина је језик писан берберским писмом тифинаг. Од француске владавине Алжиром, преовладава латинично писмо.
Након протеста Кабила 2001–02, познатих као Црно пролеће, берберски језик (са свим алжирским дијалектима и варијететима) препознат је као „национални језик“ у алжирском уставу 2002. године, али не и као службени језик до 2016. године након дуге кампање активиста. Арапски језик је и даље једини дејуре службени језик Алжира. Француски није препознат ни у једном правном документу Алжира, али ужива дефакто положај службеног језика, јер се користи у свакој алжирској службеној администрацији или институцији, на свим нивоима власти, понекад и много више од арапског.
Берберски језик суочен је са неповољним окружењем, упркос јавном радију (Channel II, који датира из Алжирског рата), као и јавном ТВ каналу (Channel IV). Будући да је приватно власништво над ТВ каналима у Алжиру илегално, Кабили су покренули приватни ТВ канал на кабилском, назван Berbère Television, који емитује програм из Монтреја у Француској.
1994. године, кабилски ученици и студенти су бојкотовали алжирске школе годину дана, захтевајући озваничење берберског, што је довело до симболичног отварања владиног одељења за проучавање и промоцију берберског језика у Алжиру 1995. године. Берберски је потом подучаван као необавезан језик у берберским говорним подручјима. Курс је необавезан, мало људи га похађа.
Председник Бутефлика често је изјављивао да „берберски језик никада неће бити службени језик, а ако мора бити национални језик, мора бити поднет на референдум“. 2005. године Бутефлика је изјавио да „не постоји земља на свету са два службена језика“ (што је неистина, јер Канада има и француски и енглески као службени језик, као и Малта малтешки и енглески) и „то никада неће бити случај Алжира". Ипак, након четири деценије мирне борбе, нереда, штрајкова и друштвене мобилизације, укључујући берберско пролеће 1980. и Црно пролеће 2001. године, председник Бутефлика и његова влада повукли су се и подвргли притиску Кабила признајући берберски као „национални језик“ без референдума.